# Born This Way: The Remix
Born This Way: The Remix es el segundo álbum de remezclas de la cantante estadounidense Lady Gaga, el cual contiene remezclas de los sencillos y otras cancinoes de su segundo disco de estudio, Born This Way (2011). Fue lanzado a través de Interscope Records en los Estados Unidos el 21 de noviembre de 2011 y en fechas cercanas en otros países. Paralelamente, también fue incluido en un box set denominado Born This Way - The Collection, el cual también reúne una edición especial del disco principal y el DVD del concierto filmado por HBO de su segunda gira, The Monster Ball Tour (2010-2011), llamado Lady Gaga Presents The Monster Ball Tour: At Madison Square Garden (2011).
El disco generó opiniones mixtas entre los críticos de música, obteniendo un puntaje de 57 sobre 100 en el sitio agregador de reseñas Metacritic. Si bien opinaron que el lanzamiento era innecesario, la mayoría de ellos elogiaron los remixes hechos por The Weeknd , Twin Shadow y Guéna LG, entre otros. En cuanto a la recepción comercial, Born This Way: The Remix logró ingresar a las listas de ventas de varios países, como en Japón, dónde alcanzó el puesto número 14 de su lista principal, además de llegar al puesto 3 en la lista estadounidense Dance/Electronic Albums de Billboard.

## Antecedentes
En octubre de 2011, Lady Gaga anunció que iba lanzar su segundo álbum de remezclas, el cual se llamaría Born This Way: The Remix. Este álbum incluye catorce remezclas de distintas canciones de su segundo álbum de estudio, Born This Way (2011); siete de estas remezclas eran inéditas, mientras que las demás ya habían sido publicadas en distintas ediciones del disco original. Born This Way: The Remix fue lanzado al mismo tiempo como parte de Born This Way: The Collection, una edición especial que reúne las canciones del disco original, The Remix y un DVD exclusivo con los videos lanzados y el concierto grabado por HBO en la gira The Monster Ball Tour (2010-2011), titulado Lady Gaga Presents the Monster Ball Tour: At Madison Square Garden (2011).
El disco cuenta con colaboraciones de artistas y productores reconocidos, como The Weeknd, el dúo Sultan & Ned Shepard, Goldfrapp, Metronomy, Twin Shadow y Two Door Cinema Club, entre otros. Muchos de estos remixes ya estaban disponibles en los EP de remezclas que se lanzaron junto con cada sencillo de Born This Way. La primera remezcla lanzada fue la de «Born This Way», producida por Twin Shadow en marzo de 2011, seguida por el remix de Goldfrapp para «Judas» en mayo del mismo año. En agosto, se publicó la remezcla de «Yoü and I», realizada por Wild Beasts, y finalmente, «Marry the Night» en diciembre de 2011, con la producción a cargo de The Weeknd junto con Illangelo.

## Portada
En la portada del álbum aparece Gaga con un tacón en su boca, cubierta de babosa. La foto fue tomada por Nick Knight y tiene la fuente Impact escrito Born This Way y con un pincel "The Remix" .

## Composición
El álbum se abre con un remix de Zedd de "Born This Way", que comienza con algunas minimalista seguido por sintetizadores voz alta, y consiste en un desglose techno. El remix de "Judas" por Goldfrapp, sigue como la segunda pista; el remix consiste en la música industrial y la voz de Lady Gaga se convierte en un proceso lento, de baja intensidad lamento por lo que es casi como una voz de hombre. Foster the People remezclo "The Edge of Glory", y presentó un nuevo ritmo a partir de la secuencia de tiempo 03:20. Los productores de la weeknd y Illangelo mantiene la sensación general de "Marry The Night", intacta, sino que introdujo la voz de Abel Tesfaye. Jason Lipshultz de Billboard describe la adición de "conflicto directo con MO Gaga Pero al igual que muchos de estos remixes, el weeknd se casa con su visión de la canción para una voz preciosa de Gaga sin perder el original de la integridad ". Tesfaye's voice se puede escuchar en los puntos en la canción, la adición de un ocasional "Ooh sí "y un gemido, en última instancia en la marca de 2:20, la canción se derrumba sobre sí misma y las zanjas de la percusión . de notas de piano poco frecuentes No hay mucho cambio es evidente en el remix de "Black Jesus + Amen Fashion", a excepción de la introducción de un sintetizador nuevo por Michael Woods, convirtiéndola así en una pista de trance rave. The Horrors remezclo "Bloody Mary" consistió en la voz de Lady Gaga fundido o saliendo de la secuencia. "Scheiße" presentó influencias de The Knife con la canción "Heartbeats"(2003), así como con la canción de los Vengaboys, "We Like To Party"(1999). El remix "Electric Chapel" ha cambiado por completo por el cine de dos puertas, alterando el estado de ánimo oscuro de la canción a una divertida y atractiva una. No hay mucho cambio entre en el remix de Metronomy con "You and I", mientras que el dubstep es introducido en el remix de "Judas", con una conclusión diferente. Sultan & Ned Shepard con la remezcla de "The Edge of Glory", la última pista del álbum, cuenta con batería de bombeo y sintetizadores escabulléndose.

## Recepción

### Recepción de La crítica
Born This Way: The Remix recibió críticas mixtas por parte de los críticos. Recibió de 57 puntos de 100 en Metacritic. En Allmusic recibió 3 de 5 estrellas, mientras que en Rolling Stone solo recibió 2.5 de 5 estrellas por parte del crítico Jody Rosen, el cual también comentó lo siguiente:

«En una mano, un disco de remixes de Gaga tiene sentido: Sus canciones son suaves y melodiosas lo suficiente para manejar lo que sea the beat doctors toss at them. Así que otra vez, ¿por qué molestarse con el cuidadosamente esculpido pop-rock wallop de los ochentas de Born This Way? El álbum tiene algunos momentos divertidos. El tempo lento del remix de Judas de Goldfrapp es menos un remix que un cover inteligente, y finalmente el remix de "Marry the Night" por The Weeknd & Ilangelo es una re-adaptación estroboscópica con un atmosférico sonido R&B. Pero hay dos o tres duds para cada ganador - como el contundente "Scheiße (Guena LG Club Remix)", un ejercicio gratuito que se esfuerza hacer un dance-floor thumper out de una canción que nació así.
Jody Rosen, crítico de Rolling Stone.

### Recepción Comercial
En el Reino Unido, Born This Way: The Remix entró en el UK Albums Chart en el número 77, durante la semana del 12 de diciembre de 2011. En Japón, el álbum vendió 12.120 copias en su primera semana y debutó en el número 14 en la lista de los álbumes japoneses más exitosos, siendo luego certificado como disco de oro por la Recording Industry Association de Japón (RIAJ) por la venta oficial de más de 100.000 copias. En los Estados Unidos, el álbum debutó fuera del top 100 del Billboard 200, en el número 105, mientras que debutó en el número 3 en la lista Dance/Electronic Albums. Hasta el 25 de febrero de 2018, Born This Way: The Remix había vendido más de 62 mil copias en los Estados Unidos.

## Lista de canciones
| N.º   | Título                                             | Duración |  |
| 1.    | «Born This Way» (Zedd Remix)                       | 6:30     |  |
| 2.    | «Judas» (Goldfrapp Remix)                          | 4:42     |  |
| 3.    | «The Edge of Glory» (Foster the People Remix)      | 6:10     |  |
| 4.    | «Yoü and I» (Wild Beasts Remix)                    | 3:51     |  |
| 5.    | «Marry the Night» (The Weeknd & Ilangelo Remix)    | 4:03     |  |
| 6.    | «Black Jesus † Amen Fashion» (Michael Woods Remix) | 6:10     |  |
| 7.    | «Bloody Mary» (The Horrors Remix)                  | 5:18     |  |
| 8.    | «Scheiße» (Guena LG Remix)                         | 5:44     |  |
| 9.    | «Americano» (Gregori Klosman Remix)                | 6:07     |  |
| 10.   | «Electric Chapel» (Two Door Cinema Club Remix)     | 3:59     |  |
| 11.   | «Yoü and I» (Metronomy Remix)                      | 4:20     |  |
| 12.   | «Judas» (Hurts Remix)                              | 3:57     |  |
| 13.   | «Born This Way» (Twin Shadow Remix)                | 4:05     |  |
| 14.   | «The Edge of Glory» (Sultan & Ned Shepard Remix)   | 6:34     |  |
| 69:30 |                                                    |          |  |

| Pista exclusiva de iTunes |                                    |          |  |
| N.º                       | Título                             | Duración |  |
| 15.                       | «Judas» (Röyksopp's 30 Pieces Mix) | 9:18     |  |
| 78:48                     |                                    |          |  |

## Posiciones y certificaciones
| Listas (2011)                   | Posición |
| ------------------------------- | -------- |
| Australian Albums Chart         | 62       |
| Belgian Albums Chart (Wallonia) | 69       |
| Canadian Albums Chart           | 49       |
| French Albums Chart             | 71       |
| Italian Albums Chart            | 89       |
| Greek Albums Chart              | 51       |
| Japanese Albums Chart           | 14       |
| Spanish Albums Chart            | 41       |
| UK Albums Chart                 | 77       |
| US Billboard 200                | 105      |
| US Dance/Electronic Albums      | 3        |

| País  | Certificación |
| ----- | ------------- |
| Japan | Oro           |

## Historial de lanzamientos
| País           | Fecha                   | Formato              | Discográfica                                      | Edición  | Catálogo        |
| -------------- | ----------------------- | -------------------- | ------------------------------------------------- | -------- | --------------- |
| Colombia       | 18 de noviembre de 2011 | CD                   | Universal Music International, Interscope Records | Estándar | 602527870007    |
| Alemania       | 18 de noviembre de 2011 | CD, descarga digital | Universal Music International, Interscope Records | Estándar | B005SV9W4Q      |
| Estados Unidos | 21 de noviembre de 2011 | CD, descarga digital | Streamline, Interscope, and Konlive               | Estándar | B005SV9W4Q      |
| Reino Unido    | 21 de noviembre de 2011 | CD, descarga digital | Polydor Records                                   | Estándar | B005SV9W4Q      |
| Japón          | 21 de noviembre de 2011 | CD, descarga digital | Interscope                                        | Estándar | B005SV9W4Q      |
| Francia        | 21 de noviembre de 2011 | CD, descarga digital | Interscope                                        | Estándar | B005SV9W4Q      |
| Japón          | 23 de noviembre de 2011 | CD                   | Universal International                           | Limitada | B005SUI4Z0      |
| Estados Unidos | 06 de diciembre de 2011 | LP                   | Streamline, Interscope, KonLive                   | Estándar | B005ZN2I66      |
| Alemania       | 06 de diciembre de 2011 | LP                   | Universal Music Group, Interscope                 | Estándar | B005ZN2I66      |
| Reino Unido    | 06 de diciembre de 2011 | LP                   | Universal Music Group, Interscope                 | Estándar | B005ZN2I66      |
| Japón          | 06 de diciembre de 2011 | LP                   | Universal Music Group, Interscope                 | Estándar | B005ZN2I66      |
| Indonesia      | 14 de diciembre de 2011 | CD                   | Universal Music Indonesia                         | Estándar | Unknown catalog |